# Конвенція Ради Європи про доступ до офіційних документів
Конвенція Ради Європи про доступ до офіційних документів — це перший міжнародно-правовий акт, що встановлює загальні стандарти доступу до офіційних документів. Документ підписаний 18 червня 2009 року в Тромсе, Норвегія. Для набуття чинності її мали ратифікувати 10 країн-членів Ради Європи. Україна стала десятою країною, що ратифікувала конвенцію.
Конвенція закріплює право будь-якої особи на отримання доступу до офіційних документів, з обмеженнями, що ґрунтуються на захисті конфіденційності, національної безпеки тощо. Така база сприяє прозорості та демократії, забезпечуючи громадський контроль над діяльністю державних органів. 
Право на доступ до інформації визнано ключовим елементом демократичного суспільства, що сприяє відкритості та участі громадян у прийнятті рішень.

## Основні положення
- Конвенція поширюється на офіційні документи, що знаходяться у розпорядженні органів державної влади.
- Визначає механізми реалізації права доступу, зокрема процедури подання запитів та їх опрацювання.
- Передбачає можливість оскарження відмови у доступі та встановлює порядок розгляду спорів.
- Охоплює питання оплати за доступ до документів та формами їх подання.
- Вміщує заходи щодо відкритості й оприлюднення документів за ініціативою державних органів.

## Структура Конвенції

### Розділ I.
- Стаття 1. Загальні положення
- Стаття 2. Право доступу до офіційних документів
- Стаття 3. Можливі обмеження доступу до офіційних документів
- Стаття 4. Запити про доступ до офіційних документів
- Стаття 5. Опрацювання запитів про доступ до офіційних документів
- Стаття 6. Форми доступу до офіційних документів
- Стаття 7. Стягнення плати за доступ до офіційних документів
- Стаття 8. Процедура перегляду
- Стаття 9. Додаткові заходи
- Стаття 10. Оприлюднення документів за ініціативою державних органів

### Розділ II.
- Стаття 11. Група спеціалістів з доступу до офіційних документів
- Стаття 12. Консультації Сторін
- Стаття 13. Секретаріат
- Стаття 14. Звітування
- Стаття 15. Опублікування

### Розділ III.
- Стаття 16. Підписання та набрання чинності Конвенцією
- Стаття 17. Приєднання до Конвенції
- Стаття 18. Територіальне застосування
- Стаття 19. Поправки до Конвенції
- Стаття 20. Заяви
- Стаття 21. Денонсація
- Стаття 22. Повідомлення